# Kako preskočiti Božić (2004.)
Kako preskočiti Božić (eng. Christmas with the Kranks), američki božićni film iz 2004. Radnja filma vrti se oko bračnog para Krank koji odluče preskočiti Božić, ali moraju se predomisliti kad njihova kći Blair odluči doći kući sa zaručnikom baš na Božić! Film je inspiriran istoimenom knjigom te je vrlo hvaljen i kod publike i kod kritike.

## Radnja
Luther i Nora Krank su američki bračni par s mnogo rodbine, zbog čega svakog Božića potroše šest tisuća dolara. Nakon što se njihova kći jedinica Blair pridruži Mirovnim snagama UN-a u Peruu, Luther dobije zamisao da on i Nora odu na krstarenje Atlantikom i preskoče Božić. Međutim, tim činom na sebe navuku bijes svojih susjeda, pogotovo poglavara ulice Vica Frohmeyera i starca Walta Scheela. Vicova djeca demonstriraju pred kućom Krankovih jer nema snjegovića, kalvinistički božićni pjevači pjevaju pjesme, a novinari ga stave na naslovnicu susjedskih novina. Ipak, Luther ne odustaje od svojeg plana.
Međutim, sve se mijenja kad Blair najavi da će doći kući za Božić zajedno sa svojim zaručnikom Enriquem. Luther i Nora odustaju od krstarenja te pokušavaju pripremiti božićnu zabavu, u čemu nakon mnogo smiješnih događaja uspiju uz pomoć susjeda. Blair dolazi na zabavu i svi se vesele, ali Luther pokuša nagovoriti Noru da svejedno odu na krstarenje. Nora ga optuži da je sebičan, ali shvati da se prevarila kad Luther pokloni dvije karte Waltu i njegovoj ženi Bev koja boluje od raka. Film završava sretno, u susjedskom božićnom slavlju.

## Uloge
| - Tim Allen kao Luther Krank - Jamie Lee Curtis kao Nora Krank - Dan Aykroyd kao Vic Frohmeyer - Julie Gonzalo kao Blair Krank - M. Emmet Walsh kao Walt Scheel | - Elizabeth Franz kao Bev Scheel - Erik Per Sullivan kao Spike Frohmeyer - Cheech Marin kao policajac Salino - Jake Busey kao policajac Treen - Tom Poston kao otac Zabriskie |